# ブルッキングズ郡 (サウスダコタ州)
ブルッキングズ郡（英: Brookings County）は、アメリカ合衆国サウスダコタ州の東部に位置する郡である。2010年国勢調査での人口は31,965人であり、2000年の28,220人から13.3％増加した。郡庁所在地は州内第4の都市ブルッキングズ市（人口22,056人）であり、同郡で人口最大の町でもある。
ブルッキングズ郡は単独でブルッキングズ小都市圏を構成している。

## 歴史
ブルッキングズ郡は1871年7月3日にダコタ準州議会によって創設され、郡名は州南東部の政治家かつ開拓者だったウィルモット・ウッド・ブルッキングズに因んで名付けられた。創設時から1879年までメダリーが郡庁所在地だったが、その後現在のブルッキングズ市に移された。

## 地理
アメリカ合衆国国勢調査局に拠れば、郡域全面積は805平方マイル (2,084.9 km2)であり、このうち陸地は794平方マイル (2,056.5 km2)、水域は10平方マイル (25.9 km2)で水域率は1.28％である。

### 隣接する郡
- ドゥール郡 - 北
- リンカーン郡 (ミネソタ州) - 東
- ムーディ郡 - 南
- レイク郡 - 南西
- キングスベリー郡 - 西
- ハムリン郡 - 北西

### 湖
- ブラッシュ湖
- ジョンソン湖
- キャンベル湖
- ゴールドスミス湖
- ポインセット湖
- シナイ湖
- テトンカハ湖
- オークウッド湖

## 交通

### 主要高規格道路
| - 州間高速道路29号線 - アメリカ国道14号線 - アメリカ国道81号線 - サウスダコタ州道13号線 | - サウスダコタ州道30号線 - サウスダコタ州道324号線 |

### 空港
- ブルッキングズ地域空港
- アーリントン市民空港

## 人口動態
以下は2000年国勢調査による人口統計データである。
| 基礎データ - 人口: 28,220人 - 世帯数: 10,665 世帯 - 家族数: 6,217 家族 - 人口密度: 14人/km2（36人/mi2） - 住居数: 11,576軒 - 住居密度: 6軒/km2（15軒/mi2） 人種別人口構成 - 白人: 96.36% - アフリカン・アメリカン: 0.31% - ネイティブ・アメリカン: 0.90% - アジア人: 1.34% - 太平洋諸島系: 0.04% - その他の人種: 0.30% - 混血: 0.75% - ヒスパニック・ラテン系: 0.88% 先祖による構成 - ドイツ系：39.2％ - ノルウェー系：23.2％ - アイルランド系：5.7％ 年齢別人口構成 - 18歳未満: 20.8% - 18-24歳: 26.8% - 25-44歳: 24.3% - 45-64歳: 17.3% - 65歳以上: 10.9% - 年齢の中央値: 27歳 - 性比（女性100人あたり男性の人口） - 総人口: 102.1 - 18歳以上: 101.2 | 世帯と家族（対世帯数） - 18歳未満の子供がいる: 28.6% - 結婚・同居している夫婦: 49.0% - 未婚・離婚・死別女性が世帯主: 6.6% - 非家族世帯: 41.7% - 単身世帯: 29.6% - 65歳以上の老人1人暮らし: 8.6% - 平均構成人数 - 世帯: 2.38人 - 家族: 2.97人 収入と家計 - 収入の中央値 - 世帯: 35,438米ドル - 家族: 48,052米ドル - 性別 - 男性: 30,843米ドル - 女性: 22,074米ドル - 人口1人あたり収入: 17,586米ドル - 貧困線以下 - 対人口: 14.0% - 対家族数: 6.2% - 18歳未満: 10.1% - 65歳以上: 7.5% |

## 都市と町
- ブルッキングズ - 郡庁所在地
- アーンバーグ
- アーリントン
- オーロラ
- ブルース
- ブッシュネル
- エルクトン
- メダリー
- シナイ
- ボルガ
- ホワイト

### 郡区
ブルッキングズ郡は下記23の郡区に分けられている。
| - アフトン - アルトン - アーゴ - オーロラ - バンゴー - ブルッキングズ - エルクトン - ユーレカ - レイクヘンリックス - レイクシナイ | - レイクトン - メダリー - オークレイク - オークウッド - オスロ - パーネル - プレストン - リッチランド - シャーマン - スターリング | - トレントン - ボルガ - ウィンザー |